# Associação dos Ciclousuários da Grande Florianópolis
Viaciclo - Associação dos Ciclousuários da Grande Florianópolis é uma organização não-governamental, entidade da sociedade civil sem fins lucrativos, fundada em 16 de maio de 2001 e tem sede em Florianópolis, no estado brasileiro de Santa Catarina

## Objetivos
Seu objetivo principal é  promover o uso da bicicleta como meio de locomoção e transporte (Ciclismo Utilitário), lazer e esporte nas regiões urbanas e rurais através da elaboração e execução de projetos educativos, técnicos e de pesquisa, da intervenção junto ao poder público e da ação conjunta com demais organizações que comunguem dos mesmos objetivos, visando contribuir para a preservação do meio ambiente, para a sustentabilidade urbana e para a promoção da saúde humana.

## Ligação externa
- Site oficial